# La Cabane à Midas (album)
Albums de Oncle Pierre & Midas
La Cabane à Midas – L'Enlèvement de Midassette
(1969)
La Cabane à Midas est un album de contes de l'oncle Pierre & Midas, commercialisé en 1968.
Il s'agit du tout premier album de l'oncle Pierre & Midas, qui sont des personnages de la série télévisée québécoise pour enfants La cabane à Midas. L'oncle Pierre est interprété par Désiré Aerts, et Midas est interprété par  Roger Giguère.

## Titres
| 1. | La cabane à Midas, avec l'oncle Pierre & Midas – 1re partie |  |

| 2. | La cabane à Midas, avec l'oncle Pierre & Midas – 2e partie |  |

## Crédits
- Réalisation : Roger Giguère et Claude Lavallée
- Production : Joey Galmi